# Evangelos Vettas
Evangelos Vettas (* 23. Oktober 1974) ist ein griechischer Poolbillardspieler.

## Karriere
Nachdem er 2001 als Gruppenfünfter knapp den Einzug in die Finalrunde verpasst hatte, erreichte Vettas bei der 9-Ball-Weltmeisterschaft 2002 die Runde der letzten 64, in der er dem Mexikaner Ernesto Domínguez mit 6:9 unterlag. Bei der 9-Ball-WM 2003 schied er in der Runde der letzten 64 gegen Tony Drago aus. Auf der Euro-Tour erreichte er 2004 das Viertelfinale der German Open und das Sechzehntelfinale der Spanish Open. Beim 9-Ball-Wettbewerb der Europameisterschaft 2004 belegte er den 65. Platz. Im Juli 2005 erreichte er beim 9-Ball-Wettbewerb der World Games in Duisburg durch Siege gegen Ralf Souquet und Charlie Williams das Halbfinale, in dem er dem späteren Goldmedaillengewinner Chang Pei-wei mit 7:9 unterlag. Anschließend verpasste er durch eine 2:7-Niederlage im Spiel um Platz drei gegen Rodney Morris einen Medaillengewinn. Im Oktober 2005 erreichte er bei den Swiss Open die Runde der letzten 32. Bei der EM 2006 schaffte er es im 9-Ball ins Achtelfinale und verlor dort mit 1:9 gegen Imran Majid. Bei der ersten Austragung der Stuttgart Open erreichte er 2006 das Finale und verlor mit 0:1 gegen Florian Hammer. Im Dezember 2007 gewann er durch einen 9:7-Finalsieg gegen Murat Ayas das Neckarsulmer b&a Classics.
Im November 2013 zog Vettas nach acht Jahren erstmals wieder in die Finalrunde eines Euro-Tour-Turniers ein. Er erreichte bei den Castel Brando Open 2013 die Runde der letzten 32, in der er dem Schweizer Dimitri Jungo mit 5:9 unterlag. Beim Finalturnier der German Tour 2005 schied er in der Runde der letzten 64 gegen Christian Reimering aus. Bei den Stuttgart Open 2016 verlor er das Finale mit 5:7 gegen Sebastian Ludwig. Im Januar 2017 besiegte er beim Finalturnier der German Tour 2016 den früheren Weltmeister Niels Feijen mit 6:0, schied anschließend jedoch in der Runde der letzten 32 mit 6:7 gegen Titelverteidiger Roman Hybler aus. Bei den Italian Open 2017 erreichte er die Runde der letzten 32 und unterlag dem Niederländer Nick van den Berg mit 6:9.

### Mannschaft
Ab 2004 spielte Vettas beim Bundesligisten BSV Dachau, mit dem er in den Spielzeiten 2004/05 und 2005/06 Deutscher Meister wurde. Anschließend verließ er den Verein und kehrte zurück nach Griechenland.
2010 war er Teil der griechischen Mannschaft bei der Team-Weltmeisterschaft, mit der er im Halbfinale gegen den späteren Weltmeister, die britische Mannschaft, verlor.

## Erfolge
- Deutscher Mannschaftsmeister: 2004/05, 2005/06
- Neckarsulmer b&a Classics: 2007